# Климач Юрко Олександрович
Климач Юрко Олександрович (нар. 23 квітня 1896 село Піски Лохвицького повіту Полтавської губернії  УНР -† ? після 1944 року) — підполковник Армії УНР. Учасник Волинської повстанської групи.

## Біографія
Народився у селі Піски Лохвицького повіту Полтавської губернії нині Лохвицького району Полтавської області. Закінчив Уманське сільськогосподарське училище.
7 серпня 1915 року мобілізований та зарахований до 5-го запасного артилерійського дивізіону.
24 квітня 1916 року закінчив одну з Київських шкіл прапорщиків та був призначений у розпорядження командира 243-го запасного піхотного полку. Останнє звання у російській армії поручик.
Учасник Першого Зимового походу командир 2-го куреня Збірної бригади Київської дивізії.
У 1920 році командир 29-го куреня 10-ї бригади 4-ї Київської стрілецької дивізії Армії УНР, на чолі якого 04-19.11.1921 року брав участь у Другому Зимовому поході.
У своїх спогадах генерал М. Омелянович-Павленко писав 
| ...Ніч з 23 на 24 пройшла спокійно, лише начальник застави, що була на ст. Борщах, доніс, що стацію зайняли 2 бронепотяги й один ешельон кінноти, що прийшли з Одеси. О 17-й годині 24 квітня москалі укрито ввійшли до с. Сінного, де спокійно стояв кінний полк. Почався бій на вулиці.......Все змішалося так, що не можна було розпізнати, де москалі, де наші — тільки було чути крики: "Товарищі! Єщо путь к Одессє нє отрєзан". У цей час кілька наших кіннотчиків понеслося в атаку на ворожу батарею і її захопили, а полковник Шраменко та підполковник Климач із кількома козаками (5-го полку) одразу повернули дві ворожі гармати й почали бити по тих, що відступали, з їхніх же гармат. Тут ми здобули великі трофеї — кулемети, гармати й великий обоз" |
7 листопада 1921 року у бою за Коростень дістав поранення, внаслідок якого неправильно зрослися плече та рука.
Станом на 15 вересня 1922 року командир Збірної сотні 4-ї Київської стрілецької дивізії.
У 1923 році виїхав на еміграцію до Чехословаччини.
З 1928 року був заступником голови правління Товариства колишніх українських старшин у Чехії («Єднота бивалих українських достойников в Чехах»).
У 1932 році закінчив агрономічний відділ Української господарської академії у Подєбрадах. Згодом працював інженером.
Після 1945 року подальша доля невідома.

## Нагороди
- Хрест Симона Петлюри